# Globus d'Or del 2018
La 75a cerimònia dels Globus d'Or, organitzada per la Hollywood Foreign Press Association, va tenir lloc el 7 de gener de 2018 i ha premiat els films i sèries difosos l'any 2017, així com els professionals distingits aquell any.
L'humorista i presentador de televisió Seth Meyers ha presentat per primera vegada la cerimònia que serà difosa per la xarxa NBC. Segueix així a Jimmy Fallon que havia animat la cerimònia precedent.
Les nominacions es van anunciar l'11 de desembre de 2017 al Beverly Hilton Hotel per Sharon Stone, Alfre Woodard, Garrett Hedlund i Kristen Bell.
El Premi Cecil B. DeMille ha estat atribuït a Oprah Winfrey per premiar el conjunt de la seva carrera.

## Presentadors i intervinents

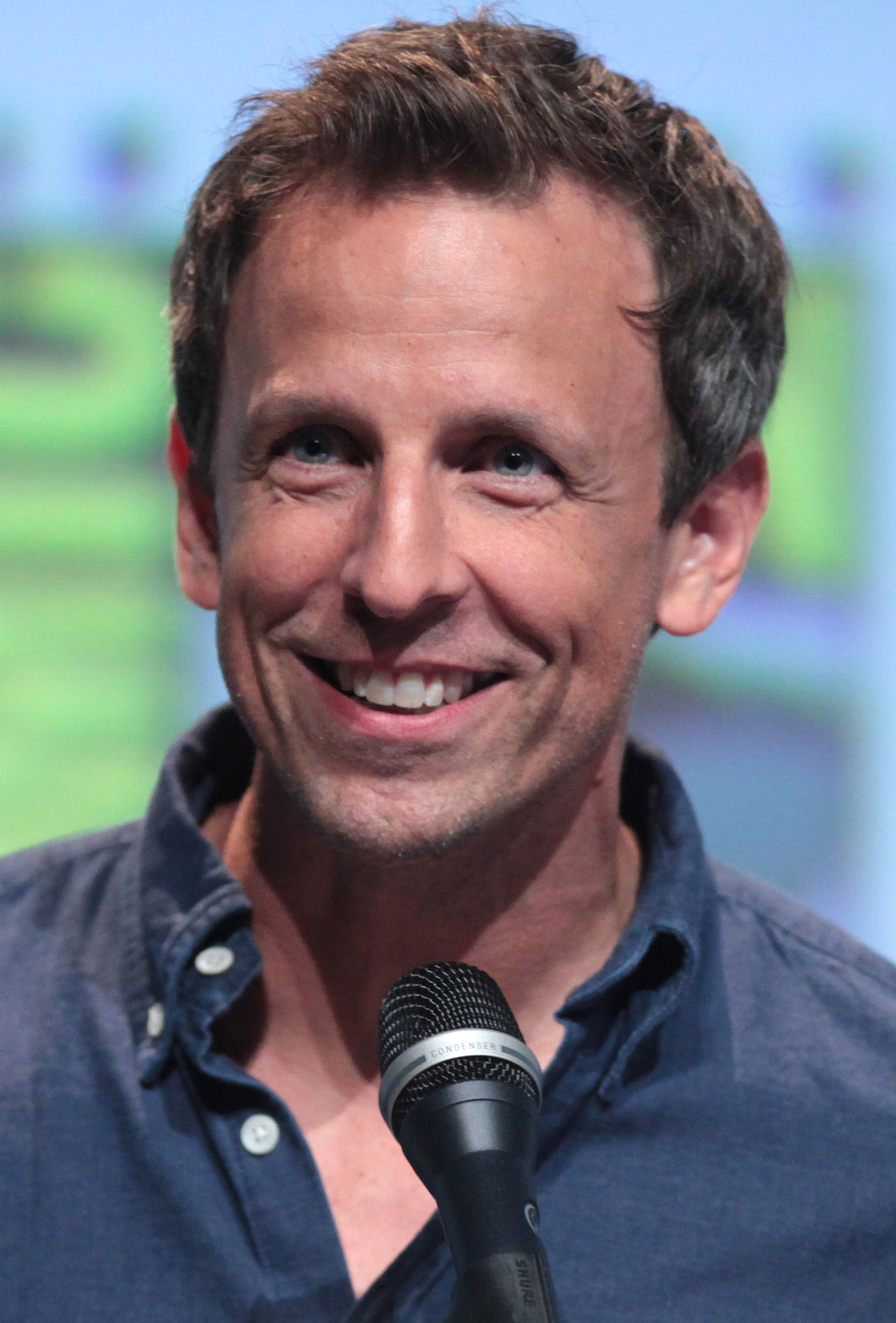
Seth Meyers, hoste de la cerimònia.

- Seth Meyers, hoste de la cerimònia
- Jennifer Aniston i Carol Burnett presenten la millor actriu en una sèrie musical o còmica i la millor actriu en una sèrie dramàtica
- Roseanne Barr i John Goodman presenten la millor sèrie dramàtica
- Halle Berry presenta el film Get Out
- Mariah Carey i Common presenten la millor música de film
- Jessica Chastain i Chris Hemsworth presenten la millor actriu en un film musical o comèdia
- Emilia Clarke i Kit Harington presenten la millor sèrie musical o còmica i el millor actor en una sèrie musical o còmica
- Kelly Clarkson i Keith Urban presenten la millor cançó original
- Darren Criss, Penélope Cruz, Ricky Martin i Édgar Ramírez presenten el millor actor en una mini-sèrie o un telefilm
- Geena Davis i Susan Sarandon presenten el millor actor a un film dramàtic
- Viola Davis i Helen Mirren presenten el millor actor en un segon paper
- Kirk Douglas i Catherine Zeta-Jones presenten el millor guió
- Zac Efron presenta el film The Greatest Showman
- Gal Gadot i Dwayne Johnson presenten la millor actriu a un segon paper en una sèrie, una mini-sèrie o un telefilm
- Greta Gerwig presenta el film Lady Bird
- Hugh Grant presenta el film Dunkirk
- Neil Patrick Harrisi Christina Hendricks presenten el millor actor en un segon paper a una sèrie, mini-sèrie o un telefilm
- Salma Hayek presenta el film Three Billboards Outside Ebbing, Missouri
- Garrett Hedlund i Kerry Washington presenten el millor actor en una sèrie dramàtica
- Ron Howard i Natalie Portman presenten el millor director
- Kate Hudson i Aaron Taylor-Johnson presenten la millor actriu secundària
- Isabelle Huppert i Angelina Jolie presenten la millor actriu dramàtica
- Allison Janney i Sebastian Stan presenten el film I, Tonya
- Dakota Johnson presenta el film Call Me by Your Name
- Michael Keaton i Alicia Vikander presenten el millor film musical o comèdia
- Shirley MacLaine i Emma Stone presenten el millor actor en un film musical o una comèdia
- Sarah Jessica Parker presenta el millor film estranger
- Robert Pattinson i Emma Watson presenten la millor mini-sèrie o millor telefilm
- Sarah Paulson presenta el film The Post
- Amy Poehler i Andy Samberg presenten el millor film d'animació
- Seth Rogen presenta el film The Disaster Artist
- J. K. Simmons i Sharon Stone presenten la millor actriu secundària en una sèrie, mini-sèrie o un telefilm
- Octavia Spencer presenta el film The Shape of Water
- Barbra Streisand presenta el millor film dramàtic
- Reese Witherspoon presenta el Cecil B. DeMille Award

## Premis i nominacions

### Cinema

#### Globus d'Or a la millor pel·lícula dramàtica
- Three Billboards Outside Ebbing, Missouri 
  - Call Me By Your Name
  - Dunkirk
  - The Post
  - The Shape of Water

#### Globus d'Or a la millor pel·lícula musical o còmica
- Lady Bird
  - The Disaster Artist
  - Get Out
  - The Greatest Showman
  - I, Tonya

#### Globus d'Or al millor director
- Guillermo del Toro per a The Shape of Water
  - Martin McDonagh per a Three Billboards Outside Ebbing, Missouri
  - Christopher Nolan per a Dunkirk
  - Ridley Scott per a Tots els diners del món
  - Steven Spielberg per a The Post

#### Globus d'Or al millor actor dramàtic
- Gary Oldman per al paper de Winston Churchill a Darkest Hour
  - Timothée Chalamet per al paper de Elio Perlman a Call Me By Your Name
  - Daniel Day-Lewis per al paper de Reynolds Woodcock a Phantom Thread
  - Tom Hanks per al paper de Benjamin Bradlee a Pentagon Papers
  - Denzel Washington per al paper de Roman J. Israel a Roman J. Israel, Esq.

#### Globus d'Or a la millor actriu dramàtica
- Frances McDormand per al paper de Mildred Hayes a Three Billboards Outside Ebbing, Missouri
  - Jessica Chastain per al paper de Molly Bloom al Gran joc
  - Sally Hawkins per al paper d'Elisa Esposito a The Shape of Water
  - Meryl Streep per al paper de Katharine Graham a Pentagon Papers
  - Michelle Williams per al paper de Gail Harris a Tots els diners del món

#### Globus d'Or al millor actor musical o còmic
- James Franco per al paper de Tommy Wiseau a The Disaster Artist
  - Steve Carell per al paper de Bobby Riggs a Battle of the Sexes
  - Ansel Elgort per al paper de Baby a Baby Driver
  - Hugh Jackman per al paper de Phineas Taylor Barnum a The Greatest Showman
  - Daniel Kaluuya per al paper de Chris Washington a Get Out

#### Globus d'Or a la millor actriu musical o còmica
- Saoirse Ronan per al paper de Christine McPherson a Lady Bird
  - Judi Dench per al paper de la Reina Victoria a Confident reial
  - Helen Mirren per al paper de Ella a l'Escapada bonica
  - Margot Robbie per al paper de Tonya Harding a I, Tonya
  - Emma Stone per al paper de Billie Jean King a Battle of the Sexes

#### Globus d'Or al millor actor secundari
- Sam Rockwell per al paper d'oficial Jason Dixona  Three Billboards Outside Ebbing, Missouri 
  - Willem Dafoe per al paper de Bobby a The Florida Project
  - Armie Hammer per al paper d'Oliver a Call Me by Your Name
  - Richard Jenkins per al paper de Giles a  The Shape of Water
  - Christopher Plummer per al paper de J. Paul Getty a Tots els diners del món

#### Globus d'Or a la millor actriu secundària
- Allison Janney per al paper de LaVona Hardinga I, Tonya
  - Mary J. Blige per al paper de Florence Jackson a Mudbound
  - Hong Chau per al paper de Ngoc Lan Tran a Downsizing
  - Laurie Metcalf per al paper de Marion McPherson a Lady Bird
  - Octavia Spencer per al paper de Zelda Fuller a  The Shape of Water

#### Globus d'Or al millor guió
- Three Billboards Outside Ebbing, Missouri - Martin McDonagh
  - The Shape of Water - Guillermo del Toro i Vanessa Taylor
  - Lady Bird - Greta Gerwig
  - Pentagon Papers - Liz Hannah i Josh Imitar
  - El Gran Joc - Aaron Sorkin

#### Globus d'Or a la millor cançó original
- This Is Me a The Greatest Showman - Benj Pasek i Justin Paul
  - Home a Ferdinand - Nick Jonas, Justin Tanter i Nick Monson
  - Mighty River a Mudbound - Raphael Saadiq, Mary J. Blige i Taura Stinson
  - Remember Me a Coco - Kristen Anderson-Lopez i Robert Lopez
  - The Star a l'Estrella de Nadal - Mariah Carey i Marc Shaiman

#### Globus d'Or a la millor banda sonora original
- The Shape of Water per Alexandre Desplat
  - Three Billboards Outside Ebbing, Missouri - Carter Burwell
  - Phantom Thread - Jonny Greenwood
  - Pentagon Papers - John Williams
  - Dunkerque - Hans Zimmer

#### Globus d'Or a la millor pel·lícula de parla no anglesa
- In the Fade de Fatih Akın -   (en alemany)
  - Una mujer fantástica de Sebastián Lelio -  (en espanyol)
  - En principi, han matat el meu pare de Angelina Jolie -  (en Khmer, anglès i francès)
  - Neliúbov d'Andrei Zviàguintsev -  (en rus)
  - The Square de Ruben Östlund -    (en suec, danès i anglès)

#### Globus d'Or a la millor pel·lícula d'animació
- Coco
  - El nadó en cap
  - Parvana, una infantesa a Afganistan
  - Ferdinand
  - La Passió Van Gogh

### Televisió

#### Globus d'Or a la millor sèrie de televisió dramàtica
- The Handmaid's Tale: La Servidora escarlata
  - The Crown
  - Game of Thrones
  - Stranger Things
  - This Is Us

#### Globus d'Or a la millor sèrie de televisió musical o còmica
- The Marvelous Mrs. Maisel
  - Black-ish
  - Master of None
  - SMILF
  - Will i Grace

#### Globus d'Or a la millor minisèrie o telefilm
- Big Little Lies
  - Fargo
  - Feud: Bette and Joan
  - The Sinner
  - Top of the Lake: China Girl

#### Millor actor en una sèrie dramàtica
- Sterling K. Brown per al paper de Randall Pearson a This Is Us
  - Jason Bateman per al paper de Martin Byrde a Ozark
  - Freddie Highmore per al paper del Dr Shaun Murphy a The Good Doctor
  - Bob Odenkirk per al paper de Jimmy McGill a Better Call Saul
  - Liev Schreiber per al paper de Raymond Donovan a Ray Donovan

#### Globus d'Or a la millor actriu en sèrie de televisió dramàtica
- Elisabeth Moss per al paper de Defred / June Osborne a The Handmaid's Tale: La Servidora escarlata
  - Caitriona Balfe per al paper de Clara Fraser a Outlander
  - Claire Foy per al paper d'Elisabet II a The Crown
  - Maggie Gyllenhaal per al paper de Eileen Merrell a The Deuce
  - Katherine Langford per al paper de Hannah Baker a 13 Reasons Why

#### Globus d'Or al millor actor en sèrie de televisió musical o còmica
- Aziz Ansari per al paper de Dev Shah a Màster of None
  - Anthony Anderson per al paper de Andre Johnson Sr. a Black-ish
  - Kevin Bacon per al paper de Dick a I Love Dick
  - William H. Macy per al paper de Francis Gallagher a Shameless
  - Eric McCormack per al paper de Will Truman a Will i Grace

#### Globus d'Or a la millor actriu en sèrie de televisió musical o còmica
- Rachel Brosnahan per al paper de Miriam Maisel a The Marvelous Mrs. Maisel
  - Pamela Adlon per al paper de Sam Fox Sr. a Better Things
  - Alison Brie per al paper de Ruth Wilder a GLOW
  - Issa Rae per al paper de Issa Dee a Insecure
  - Frankie Shaw per al paper de Bridgette Bird a SMILF

#### Globus d'Or al millor actor en minisèrie o telefilm
- Ewan McGregor per al paper de Emmit Stussy / Ray Stussy a Fargo
  - Robert De Niro per al paper de Bernard Madoff a The Wizard of Lies
  - Jude Law per al paper de Lenny Belardo, el papa Pius XIII a The Young Pope
  - Kyle MacLachlan per al paper de Dale Cooper a Twin Peaks
  - Geoffrey Rush per al paper d'Albert Einstein a Genius

#### Globus d'Or a la millor actriu en minisèrie o telefilm
- Nicole Kidman per al paper de Celeste Wright a Big Little Lies
  - Jessica Biel per al paper de Cora Tannetti a The Sinner
  - Jessica Lange per al paper de Joan Crawford a Feud: Bette and Joan
  - Susan Sarandon per al paper de Bleda Davis a Feud: Bette and Joan
  - Reese Witherspoon per al paper de Madeline Mackenzie a Big Little Lies

#### Millor actor a un segon paper a una sèrie, una mini-sèrie o un telefilm
- Alexander Skarsgård per al paper de Perry Wright a Big Little Lies
  - David Harbour per al paper de Jim Hopper a Stranger Things
  - Alfred Molina per al paper de Robert Aldrich a Feud: Bette and Joan
  - Christian Slater per al paper de Edward Alderson a Mr. Robot
  - David Thewlis per al paper de V.M. Vargas a Fargo

#### Millor actriu a un segon paper en una sèrie, una mini-sèrie o un telefilm
- Laura Dern per al paper de Renata Klein a Big Little Lies
  - Ann Dowd per al paper de Tia Lydia a The Handmaid's Tale
  - Chrissy Metz per al paper de Kate Pearson a This Is Us
  - Michelle Pfeiffer per al paper de Ruth Madoff a The Wizard of Lies
  - Shailene Woodley per al paper de Jane Chapman a Big Little Lies

### Premis especials

#### Premi Cecil B. DeMille
- Oprah Winfrey

#### Miss Golden Globus
- Simone Garcia Johnson[2]

## Estadístiques

### Cinema
| Nominacions | Film                                      |
| ----------- | ----------------------------------------- |
| 7           | The Shape of Water                        |
| 6           | The Post                                  |
| 6           | Three Billboards Outside Ebbing, Missouri |
| 4           | Lady Bird                                 |
| 3           | Tots els diners del món                   |
| 3           | Call Me by Your Name                      |
| 3           | Dunkirk                                   |
| 3           | The Greatest Showman                      |
| 3           | I, Tonya                                  |
| 2           | Battle of the Sexes                       |
| 2           | Coco                                      |
| 2           | The Disaster Artist                       |
| 2           | Ferdinand                                 |
| 2           | Get Out                                   |
| 2           | El Gran Joc                               |
| 2           | Mudbound                                  |
| 2           | Phantom Thread                            |

### Televisió
| Nominacions | Sèrie                                       |
| ----------- | ------------------------------------------- |
| 6           | Big Little Lies                             |
| 4           | Feud: Bette and Joan                        |
| 3           | Fargo                                       |
| 3           | The Handmaid's Tale: La Servidora escarlata |
| 3           | This Is Us                                  |
| 2           | Black-ish                                   |
| 2           | The Crown                                   |
| 2           | The Marvelous Mrs. Maisel                   |
| 2           | Master of None                              |
| 2           | The Sinner                                  |
| 2           | SMILF                                       |
| 2           | Stranger Things                             |
| 2           | Will i Grace                                |
| 2           | The Wizard of Lies                          |

### Cinema
| Recompenses | Film                                      |
| ----------- | ----------------------------------------- |
| 4           | Three Billboards Outside Ebbing, Missouri |
| 2           | The Shape of Water                        |
| 2           | Lady Bird                                 |

### Televisió
| Recompenses | Sèrie                                       |
| ----------- | ------------------------------------------- |
| 4           | Big Little Lies                             |
| 2           | The Handmaid's Tale: La Servidora escarlata |
| 2           | The Marvelous Mrs. Maisel                   |

### Els grans perdedors
- 0/6 : Pentagon Papers